# Cecil Taylor
Cecil Percival Taylor (Nova Iorque, 25 de março de 1929 - Nova Iorque, 5 de abril de 2018) foi um pianista de free jazz e poeta norte-americano. Com formação clássica, Taylor é geralmente lembrado como um dos inventores do free jazz. Sua música é caracterizada por uma abordagem extremamente enérgica, produzindo sons improvisados complexos, frequentemente envolvendo clusters e complexas polirritmias. Sua técnica ao piano já foi comparada à percussão, descrita como "uma bateria afinada em 88 tons" (referindo ao número de teclas do piano).
Morreu aos 89 anos em 5 de abril de 2018, em Nova Iorque.

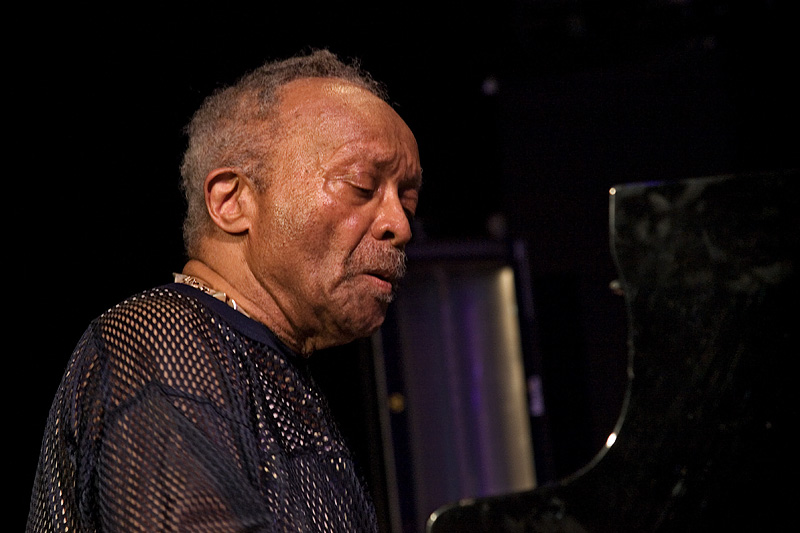
Cecil Taylor, no Festival Mœrs 2008

## Discografia
- Jazz Advance, 1956
- The Cecil Taylor Quartet at Newport, 1957
- Looking Ahead!, 1958
- Coltrane Time (identical with Hard Driving Jazz), 1958
- Love for Sale, 1959
- The World of Cecil Taylor, 1960
- Air, 1961
- Jumpin' Punkins, 1961
- New York City R&B (with Buell Neidlinger), 1961
- Cell Walk for Celeste, 1961
- Mixed, 1961
- Nefertiti the Beautiful One Has Come, 1962
- Unit Structures, 1966
- Conquistador!, 1966
- Great Paris Concert, vol 1 & 2 (identical with Student Studies), 1966
- Praxis, 1968
- Communications, 1968 with Mike Mantler & Carla Bley's "JCOA: Jazz Composer's OrchestrA" (featuring Don Cherry, Pharoah Sanders, Larry Coryell and Gato Barbieri.)
- The Great Concert (identical with Nuits de la Fondation Maeght), 1969
- Indent, 1973
- Akisakila, 1973
- Solo, 1973
- Spring of Two Blue J's, 1973
- Silent Tongues, 1974
- Dark to Themselves, 1976
- Air Above Mountains (Buildings Within), 1976
- Nachricht vom Lande, 1976
- Cecil Taylor & Mary Lou Williams: Embraced, 1977
- Cecil Taylor Unit, 1978
- 3 Phasis, 1978
- Live in the Black Forest, 1978
- One Two Many Salty Swift and Not Goodbye, 1978
- Tony Williams: Joy of Flying, 1978
- Cecil Taylor and Max Roach: Historic Concerts, 1979
- Fly! Fly! Fly!, 1980
- Is it the Brewing Luminous, 1980
- Calling it the 8th, 1981
- Garden, 1981
- Winged Serpent, 1984
- Cecil Taylor Segments II/ Orchestra of two Continents, 1984
- For Olim, 1986
- Olu Iwa, 1986
- Iwnontonwusi - Live at Sweet Basil, 1986
- Live in Bologna, 1987
- Live in Vienna, 1987
- Chinampas, 1987
- Tzotzil Mummers Tzotzil, 1987
- Erzulie Maketh Scent, 1988
- Pleistozaen mit Wasser, 1988
- Riobec - Cecil Taylor & Günter Sommer, 1988
- Leaf Palm Hand, 1988
- Spots, Circles, and Fantasy, 1988
- Regalia - Cecil Taylor & Paul Lovens, 1988
- Remembrance, 1988
- The Hearth, 1988
- Riobec, 1988
- Legba Crossing, 1988
- Alms / Tiergarten (Spree), 1988
- In East Berlin, 1988
- In Florescence, 1989
- Looking (Berlin Version) solo, 1989
- Looking (Berlin Version) Corona, 1989
- Looking (The Feel Trio), 1989
- Celebrated Blazons, 1990
- Doubly Holy House, 1990
- Melancholy - Cecil Taylor, Harri Sjöström, Evan Parker, Barry Guy, Wolfgang Fuchs
- Nailed, 1990
- The Tree of Life, 1991
- Always a Pleasure - Cecil Taylor, Harri Sjöström, Tristan Honsinger  1993
- The Light of Corona- Cecil Taylor, Harri Sjöström 1996
- Almeda- Cecil Taylor, Harri Sjöström 1996
- Qu'a: Live at the Iridium, vol. 1 & 2 - Cecil Taylor, Harri Sjöström 1998
- Algonquin, 1998
- Incarnation, 1999
- The Willisau Concert, 2000